# Collectie Stuyt
De Collectie Stuyt (ook wel: Bibliotheek Stuyt) is een Bijzondere Collectie in het bezit van de Universiteitsbibliotheek Radboud Universiteit van de universiteit van Nijmegen.
De chirurg dr. J.C.L.M. Stuyt (1891-1956) vormde een verzameling, bestaande uit boeken, periodieken, pamfletten, brieven, documenten, prenten, platen, munten, penningen en andere voorwerpen over de geschiedenis van Frankrijk en dan vooral de Franse Revolutie.

## Biografische notitie
Dr. J. Stuyt werd 21 februari 1891 in Purmerend geboren. Na zijn lagere school (Rolduc) en het Canisiuscollege (internaat Nijmegen) behaalde hij na zijn studie medicijnen aan de Universiteit van Amsterdam op 13 november 1915 zijn artsexamen. Hij promoveerde in 1922 te Amsterdam op het proefschrift 'Antethoracale slokdarmplastiek'. Ook in 1922 kwam hij als (eerste katholieke) chirurg-gynaecoloog naar Arnhem. Op 22 mei 1954 promoveerde hij aan de Sorbonne te Parijs cum laude tot doctor in de Letteren na verdediging van een these over de medische aspecten van de campagne van Napoleon in Egypte. Deze these is niet in druk verschenen. In dezelfde periode publiceerde hij ook 'Examen medical de Naundorff', waarin hij de legende weerlegde dat de dauphin niet op 8 juni 1795 als tienjarige jongen in de Temple zou zijn gestorven, maar door royalisten ontvoerd en daardoor gered. 
In een in memoriam in het Nederlands Tijdschrift voor Geneeskunde (15 dec 1956, 100e jrg, IV, no 50, p. 3748-3749) wordt vermeld dat hij een groot chirurg was, en een van de eersten in Nederland die de intraveneuze narcose toepaste. De vele medische publicaties van zijn hand worden gememoreerd.
Dr. Jan Stuyt was ook Ridder in het Franse Legioen van Eer.

## Locatie
Het gedrukte materiaal (boeken, pamfletten, Mazarinades) staat in het magazijn van de Universiteitsbibliotheek Nijmegen. 
De autografen (brieven en dergelijke) bevinden zich in de kluis van de UB.
De objecten, waaronder een guillotine, zijn in 1996 in bruikleen gegeven aan het Museum het Valkhof.